# Sorin Gabriel Zamfir
Sorin Gabriel Zamfir (n. 21 iulie 1966, București, România) este un politician român, membru al Parlamentului României.